# Лісна (притока Тетерева)
Лісна (рос. Лесная), або струмок Лісний (рос. Лесной) — річка в Україні, в Романівському районі Житомирської області. Ліва притока Тетерева (басейн Дніпра).

## Опис
Довжина 33 км, похил річки 1,5 м/км, площа басейну приблизно 268 км². Долина трапецієподібна, завширшки до 2 км, завглибшки до 20 м. Заплава на окремих ділянках заболочена. Річище слабозвивисте, завширшки до 5—7 м. Живлення мішане. Замерзає на початку грудня, скресає наприкінці березня. Воду використовують для господарських проблем.

## Розташування
Річка бере початок біля села Камінь, далі тече через (повз) села Врублівка, Корчівка, смт Романів, Ясногород, Гвіздярня, Іванівщина, Лісна Рудня та Бартуха, де впадає у Тетерів.

## Меліорація
Приблизно 10% довжини річища Лісної було меліоративно змінено протягом 20 ст. 
Найбільше вираженою є меліорація русла на відрізках:
- Корчівка - Романів (початок селища)
- в межах селища Романів (близько 700 метрів річища - від єврейського кладовища до вулиці Промислової)
- на східній околиці села Ясногород
- в селі Гвоздярня - від дороги на село Садки до мосту в село Іванівщина.

## Забруднення
Лісна регулярно забруднюється різними промисловими та аграрними підприємствами Романівського району. 
Найбільший негативний вплив спричинююється:
- отрутохімікатами з полів в трикутнику Гордіївка - Камінь - Врублівка;
- скидами неочищених фекальних стоків із романівської каналізаційної мережі на вул. Заводська в селищі Романів[6];
- поганоочищеними виробничими стоками ТОВ ЕНЕЙ-РОМАНІВ
- каналізаційними стоками з дощоприймачів селища Романів

## Притоки
Ліві:
- Грабарка,[джерело?]
- Лукавець,[джерело?]
- Синява,[4]
- Крута,[джерело?]
- Кривий Потік.

Праві:
- Дреничка[5][4].

Кривий Потік
Ліва притока, Житомирська область.